# Parque nacional natural Complejo Volcánico Doña Juana - Cascabel

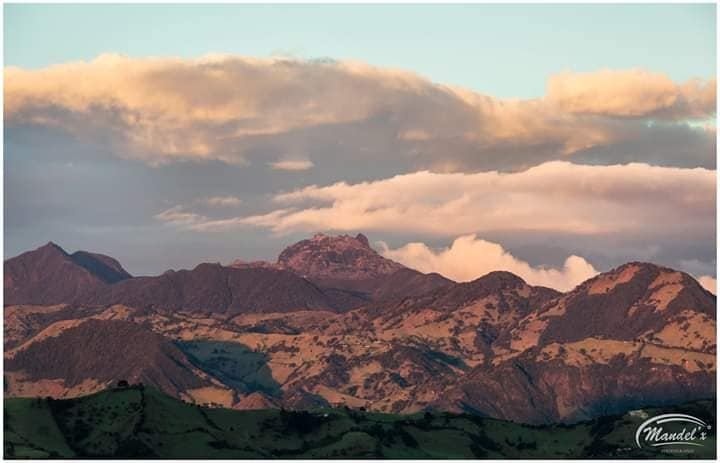
Volcán las Petacas.

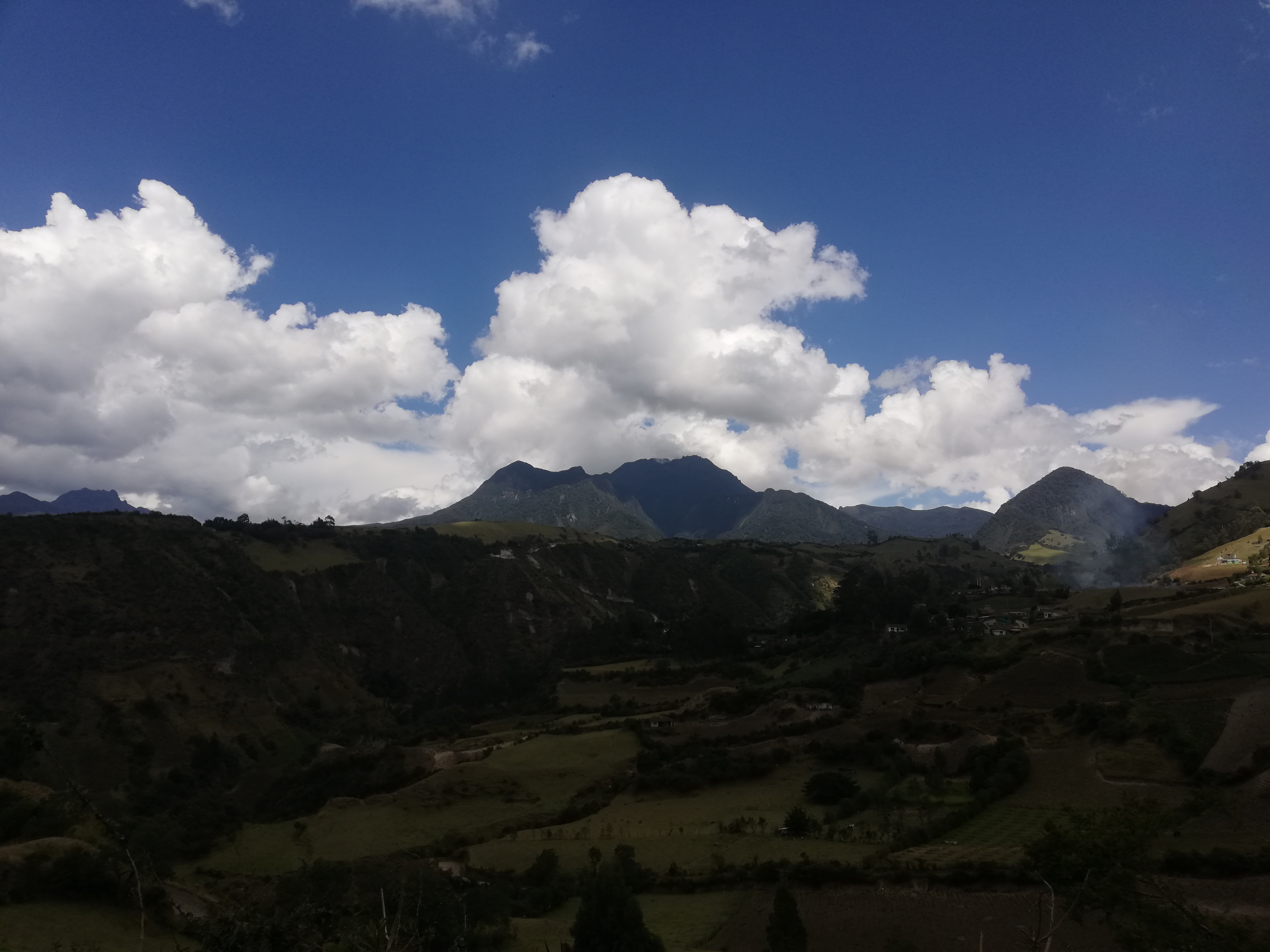
Volcán las Ánimas.

El parque nacional natural Complejo Volcánico Doña Juana - Cascabel es un parque nacional que forma parte de las áreas protegidas de Colombia. Se sitúa en pleno Macizo colombiano, en el departamento de Nariño

## Generalidades

### Descripción
El nombre del parque se debe al complejo que integran los volcanes Doña Juana, Las Ánimas y Petacas. El nombre Cascabel se refiere a la forma como las comunidades de la zona conocen esta formación, que son altares naturales de su identidad cultural.
El paisaje del complejo es bastante escarpado ya que mantiene la conectividad del Macizo colombiano con la cordillera oriental, con el piedemonte amazónico y con la cordillera occidental a través del valle interandino del Patía, en el Cauca.
El parque protege ecosistemas vitales para la generación de los bienes y servicios ambientales de los andes y la amazonía colombianos. Entre ellos se encuentran los páramos (más allá de los 3200 metros), el bosque andino (entre 2100 y 3200 metros), bosque subandino y bosque basal (hasta los 110 metros).
Los páramos andinos del Complejo tienen una extensión de 7000 hectáreas, que equivalen al 11% de la extensión total del área del Parque. Las especies de flora registradas dentro de ellos representan el 8% de la riqueza de helechos y plantas con flores de los páramos colombianos y casi el 6% de los páramos del planeta.

### Ubicación
EL complejo volcánico se sitúa en el sur del Macizo colombiano, entre los 1100 y los 4500 metros sobre el nivel del mar, en territorios de los departamentos de Nariño y Cauca. Específicamente se encuentra en área de los municipios de Belén, San José de Albán, El Tablón de Gómez, La Cruz, San Bernardo, Bolívar y Santa Rosa, y en los límites con Colon, Sibundoy y San Francisco, en el departamento del Putumayo.

### Clima
El clima del parque está condicionado por la altura (que va de 1100 a 4500 m s. n. m.) y por las corrientes secas provenientes de la vertiente Pacífica y húmeda del Piedemonte Andino Amazónico, lo que determina una climatología que puede estar entre templado y páramo, alcanzando temperaturas que van entre 10 y 17 °C.

### Hidrografía
El sistema hídrico del Complejo Volcánico Doña Juana – Cáscabel está conformado por dos vertientes:
Pacífica y Amazónica. La Pacífica la conforman los ríos San Jorge, Mayo y Juanambú, que fluyen hacia el río Patía. La influencia de la vertiente Amazónica, está conformada por los afluentes del río Caquetá entre los que se destacan los ríos Cascabel, Blanco, Platayaco, Grande y Curiaco.
El parque cuenta con varios complejos lagunares que contribuyen a la regulación hídrica y a mantener las condiciones microclimáticas del área, las cuales ofrecen condiciones especiales para el albergue de especies de flora y fauna endémicas y/o en peligro de extinción. De entre estos se destacan el complejo lagunar de Las Animas con aproximadamente dieciocho (18) lagunas que abarcan unas 25 hectáreas, y se ubican en terrenos del municipio de La Cruz. Otro complejo lagunar importante es La Cristalina, ubicado entre los Municipios de La Cruz (Nariño) y Santa Rosa (Cauca).

## Vida silvestre

### Vegetación y flora
Las especies de flora vascular (helechos y plantas con flores) registradas para la zona representan el 8% de la riqueza de plantas vasculares de los páramos colombianos y el 6% de la de los páramos del planeta, que solo se encuentran en Perú, Ecuador, Colombia, Venezuela, Costa Rica y Panamá.
La protección del área busca contribuir a la conectividad y continuidad de los ecosistemas de la cordillera Centro-Oriental de los Andes colombianos, mediante la conservación de muestras representativas de orobioma de páramo, altoandino, andino y subandino Nariño–Putumayo.

### Fauna
Entre las especies de animales protegidos en la nueva área están los osos de anteojos, el cóndor, el puma, venados y la danta de Páramo. Además el área cuenta con elevada riqueza de aves, con 471 especies que representan el 27% de las aves de Colombia. De entre las especies catalogadas dentro del parque 18 de aves y 13 de mamíferos se encuentran amenazadas.
La siguiente es una lista de las especies detectadas como en peligro de extinción:
Aves:
- Águila copetona (Oroaetus isidori)
- Cóndor de los Andes (Vultur gryphus)
- Frutero pigmeo (Pipreola chlorolepidota)
- Guacamaya (Ara militaris)
- Mirlo (Hypopyrrhus pyrohypogaster)
- Paletón (Andigena hypoglauca)
- Pato colorado (Anas cyanoptera)
- Pato pico de oro (Anas georgica)
- Pato zambullidor (Oxyura jamaicensis)
- Perico (Leptosittaca branickii)
- Tororoi rufocenizo (Grallaria rufocinerea)
- Zambullidor (Podiceps occipitalis)

Mamíferos:
- Danta friana (Tapirus pinchaque)
- Mico churuco (Lagothrix lagotricha)
- Oso de anteojos (Tremarctos ornatos)
- Puma (Puma concolor)
- Tigrillo (Leopardus tigrinus)
- Venado conejo (Pudu mephistophiles)